# Tabaksvoorlezer

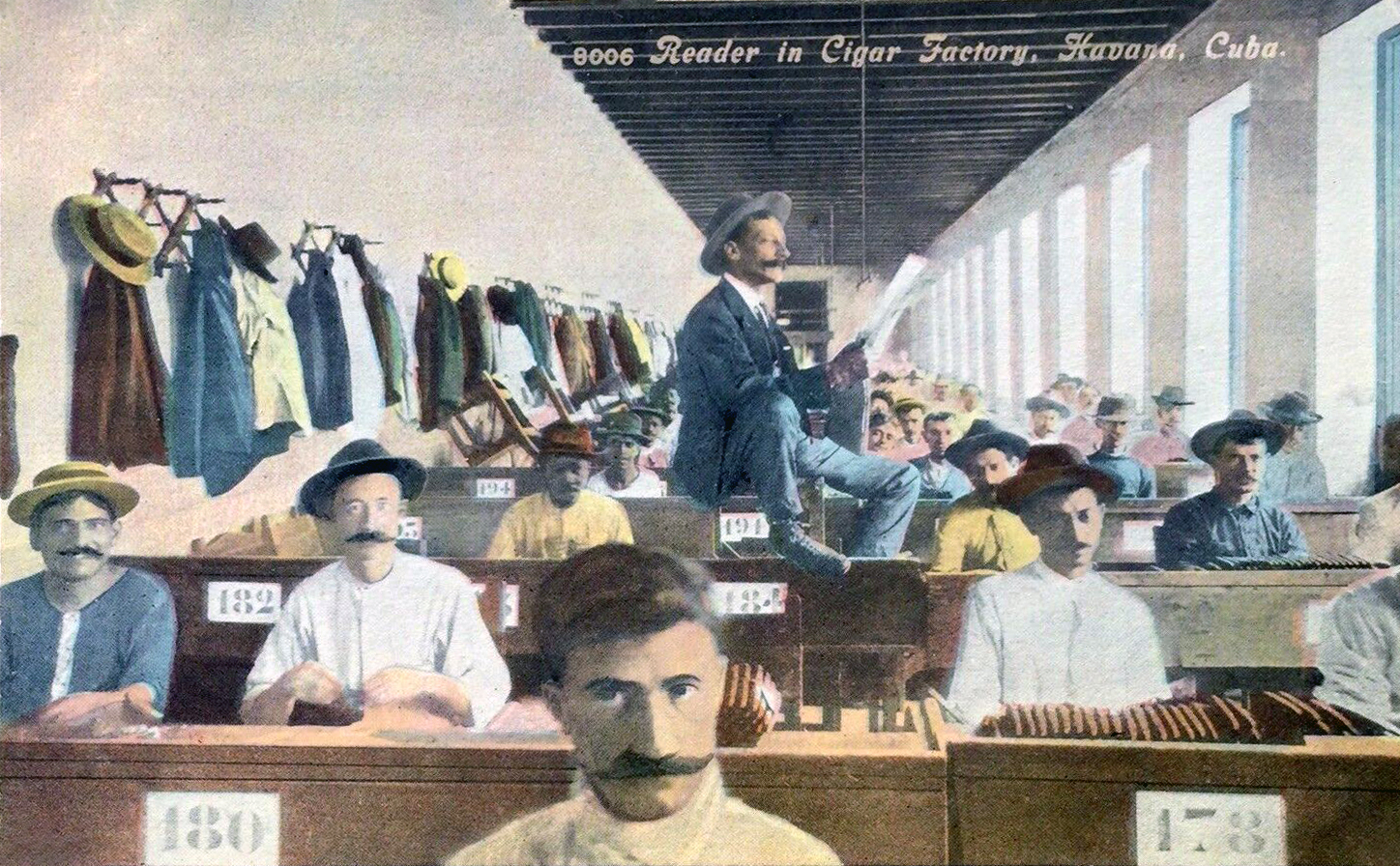
Tabaksvoorlezer

Een tabaksvoorlezer (Spaans: lector de tabaquería) is iemand die beroepshalve kranten of boeken voorleest in een sigarenfabriek. Het beroep ontstond in Cuba en wordt vooral daar nog beoefend.
Op 21 december 1865 beslisten de arbeiders van de sigarenfabriek El Fígaro, gelegen in het centrum van Havana, teksten te laten voorlezen om de eentonigheid van het werk te onderbreken. Elke arbeider betaalde een bijdrage, waarmee het loon van de tabaksvoorlezer betaald werd. Het gebruik verspreidde zich al snel naar andere fabrieken. In het zuiden van Florida en in New York bleef het tot in de jaren 1930 in zwang. Anno 2018 zijn er in Cubaanse fabrieken nog altijd dergelijke voorlezers in dienst.
In september 2012 riep Cuba het beroep van tabaksvoorlezer uit tot nationaal cultureel erfgoed, omwille van de uniciteit en het cultureel belang ervan voor Cuba. De ambitie is om het ook door UNESCO te laten erkennen als immaterieel cultureel erfgoed.